# St. Francis Football Club
Maillots
Dernière mise à jour : 21 juin 2010.
Le St Francis Football Club est un club de football base à Dublin en Irlande. Fondé dans le quartier des Liberties, St Francis est maintenant basé dans le quartier de Baldonnel près de Clondalkin à l'ouest de Dublin.
L'équipe senior du club a participé pendant cinq saisons au championnat d'Irlande de football jouant en First division, la deuxième division nationale de 1996 à 2001. L'équipe première masculine joue maintenant dans le championnat amateur du Leinster.
Le relais au plus haut niveau a été pris par l'équipe féminine qui en 2009 a remporté la Coupe d'Irlande féminine, la seule compétition nationale en Irlande. Cette victoire permet au club de se qualifier pour la Ligue des champions féminine de l'UEFA 2010-2011.

## Histoire du club

### Les années amateurs
St Francis est fondé par John Hyland et quelques amis en 1958. Le club est à l’origine un club de jeunes. En 1968, se forme la première équipe d’adultes. Le club rejoint alors l’Athletic Union League. Dès la première saison, l'équipe première remporte sa division. Lors de la deuxième saison, St Francis remporte la Coupe d'Irlande junior, la plus grande compétition du pays pour les jeunes. Le club accède alors aux compétitions Espoirs et devient rapidement une des meilleures équipes de la catégorie. Il remporte en 1989 la Leinster Senior League. L'année suivante St Francis est le premier club non professionnel à accede à la finale de la Coupe d'Irlande de football. Il perd la finale contre Bray Wanderers Association Football Club, lors d’un match disputé devant 33 000 personnes rassemblées à Lansdowne Road.
St Francis continue à être une des équipes parmi les mieux classées en Leinster Senior league jusqu’en 1996 date à laquelle le Saint James's Gate Football Club est exclu du championnat d'Irlande. La fédération invite alors St Francis à postuler pour prendre la place.
St Francis dispute son tout premier match professionnel en Coupe de la Ligue d'Irlande de football contre Longford Town.

### Les années de championnat d'Irlande
Dans les cinq années où le St Francis Football Club évolue en championnat d’Irlande, le club ne connait que la First Division, la deuxième division nationale. Les deux terrains, l'historique dans le quartier des Liberties et le nouveau, John Hyland Park près de Clondalkin, sont situés dans l'aire de chalandise d'un des quatre grands clubs de Dublin, le St. Patrick's Athletic FC. Le club peine donc énormément à recruter des supporters. Le soutien lors des matchs à domicile reste très faible, même rapporté aux standards de la First Division. Pendant leurs cinq années de présence en championnat, le St Francis n’a jamais terminé la saison en dehors des trois dernières places.
Après avoir terminé la saison 2000-2001 à la dernière place de la First Division, le directeur du club Alan Duncan approche St. Patrick's Athletic en vue d'organiser une fusion des deux clubs. Pat Dolan le manager des St Pat's est intéressé par l’idée. Deux semaines avant le début de la saison 2001-2002, St Francis se retire du championnat,.
La fusion des deux clubs n’a jamais abouti, en partie à cause de l’hostilité des supporters des deux camps.
Lors de la saison 2001-2002, aucune équipe senior n’est engagée dans quelque championnat que ce soit, le retrait du championnat étant intervenu trop tard pour trouver une solution de repli.
Depuis la saison 2002-2003, le St Francis Football Club est engagé en Leinster Senior League.

## Palmarès
- Coupe d'Irlande
  - Finaliste :  1990

- Leinster Senior League
  - Vainqueur : 1989

- Coupe d'Irlande féminine
  - Vainqueur : 2008 et 2009